# Claus Kleber

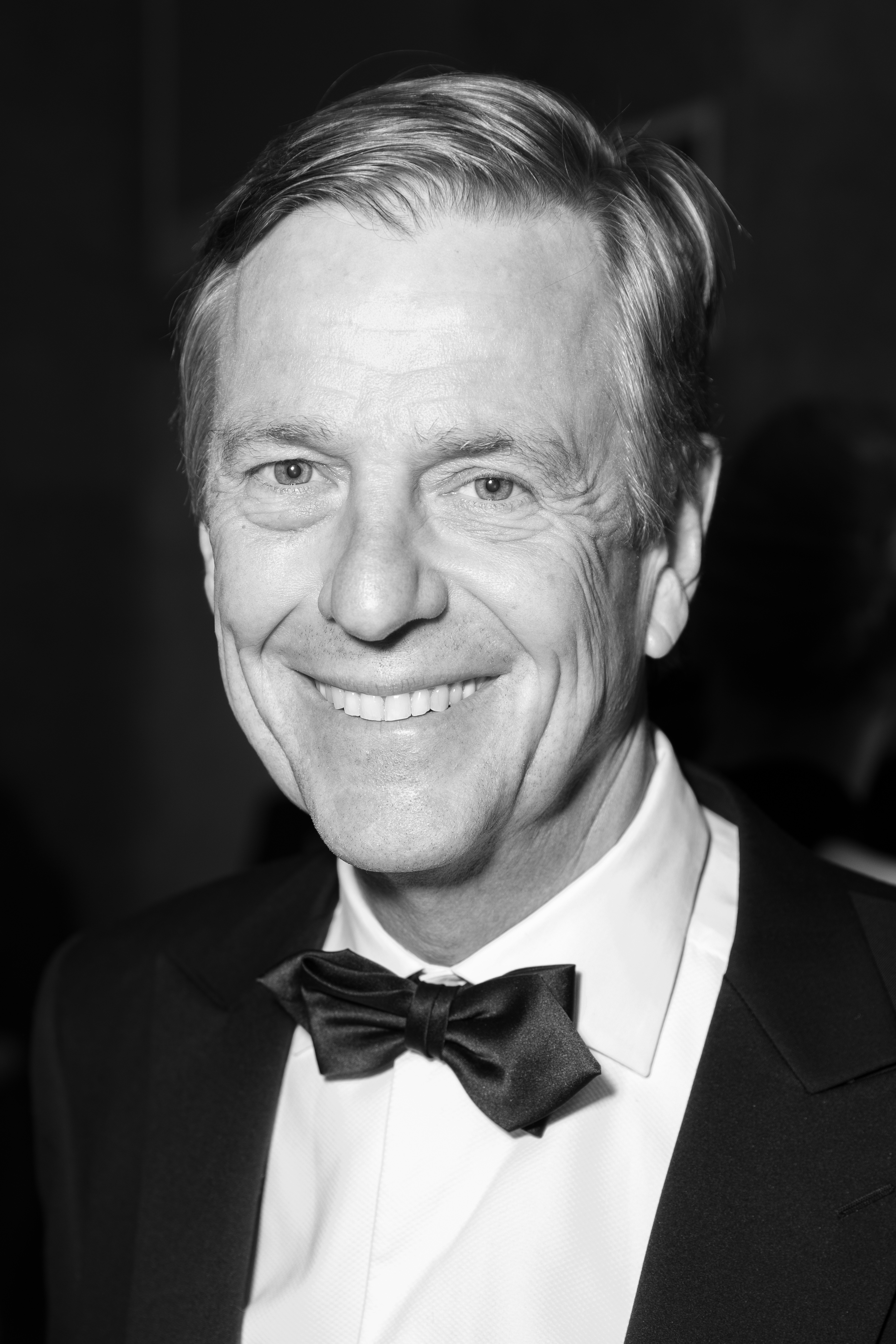
Claus Kleber beim Deutschen Filmpreis 2019

Claus-Detlev Walter Kleber (* 2. September 1955 in Reutlingen) ist ein deutscher Journalist, Buchautor und Fernsehmoderator. Bis 1984 war er als Rechtsanwalt tätig. Von 2003 bis 2021 präsentierte er das heute-journal im ZDF, dessen Redaktionsleiter er bis 2009 war.

## Leben
Claus Kleber wurde in Reutlingen geboren als erster von zwei Söhnen des Luft- und Raumfahrtingenieurs Peter Kleber und dessen Ehefrau Margot, geb. Schmidt. Die Volksschule besuchte Kleber in Vaduz (Liechtenstein) und ab 1964 in Bensberg bei Köln. Dort bestand er 1974 die Reifeprüfung am mathematisch-naturwissenschaftlichen Otto-Hahn-Gymnasium. Bereits während seiner Schulzeit war Kleber von 1971 bis 1976 freier Mitarbeiter einer Lokalredaktion des Kölner Stadt-Anzeigers. Ab dem Wintersemester 1974/1975 studierte er Rechtswissenschaften an der Eberhard-Karls-Universität Tübingen, unterbrochen von zwei Auslandssemestern 1978 und 1979 in Lausanne. In Tübingen wurde er Mitglied der katholischen Studentenverbindung AV Guestfalia Tübingen im Cartellverband (CV). Während des Studiums war Kleber freier Mitarbeiter des Südwestfunks in Tübingen und Baden-Baden. Im Herbst 1980 legte er die Erste juristische Staatsprüfung in Tübingen ab. Dem schloss sich der Referendardienst in Stuttgart an. Im Jahre 1983 folgten die zweite juristische Staatsprüfung und ein anschließender Forschungsaufenthalt für seine Dissertation in Washington, D.C. und New York.
Für das Studium und die Auslandsaufenthalte erhielt Kleber Stipendien der Studienstiftung des deutschen Volkes und des Deutschen Akademischen Austauschdienstes (DAAD). Nach dem zweiten Staatsexamen war er als Anwalt in einer auf internationales Wirtschafts- und Wettbewerbsrecht ausgerichteten Kanzlei in Stuttgart tätig. 1986 wurde er bei Thomas Oppermann an der Juristischen Fakultät in Tübingen mit der Schrift Privater Rundfunk – Gestaltungsmöglichkeiten im Verfassungsrahmen zum Dr. iur. promoviert.

## Tätigkeit als Journalist

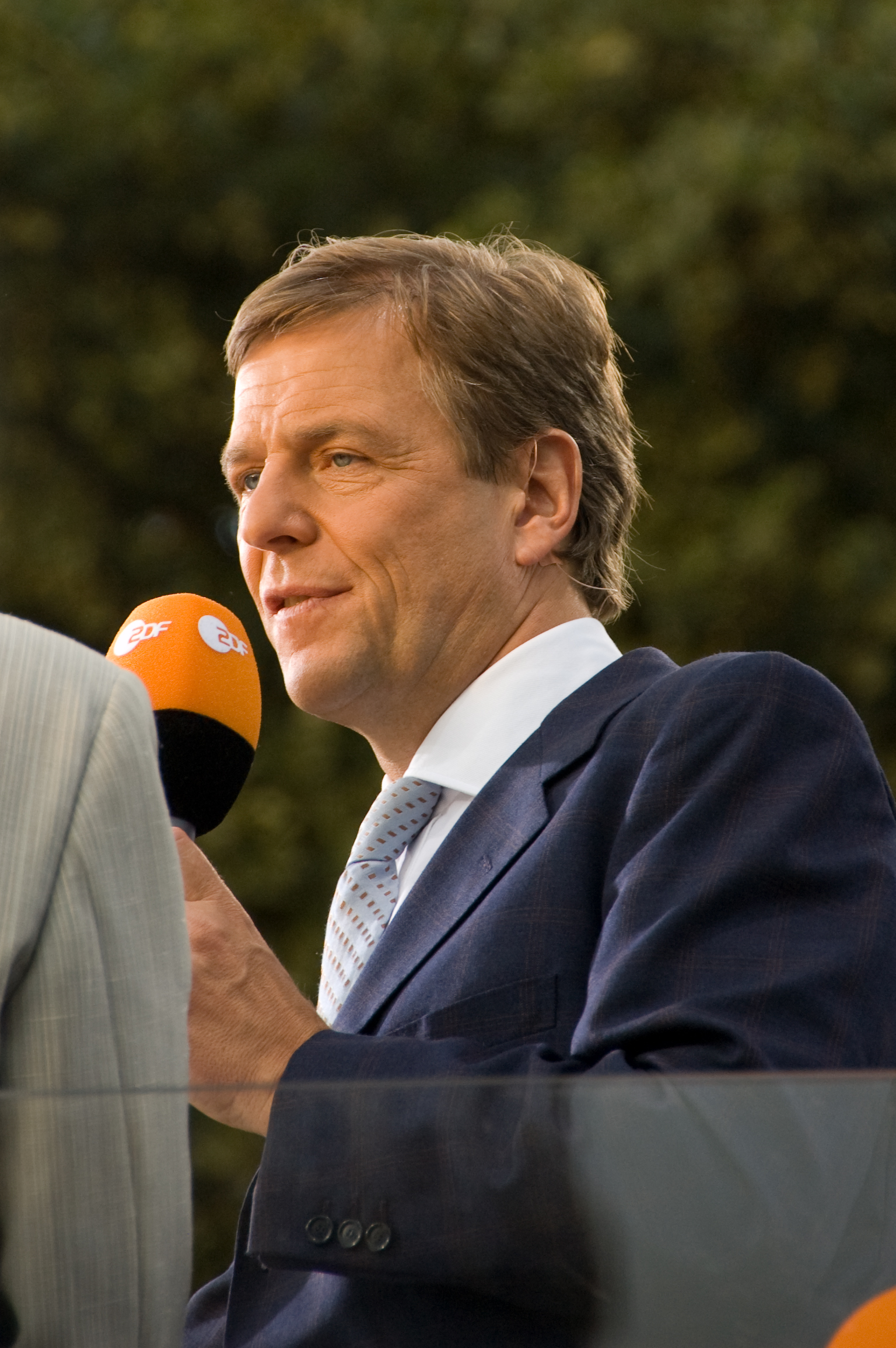
Claus Kleber, Juli 2008

Im Januar 1985 wurde Kleber Studioleiter des Südwestfunks in Konstanz und wechselte nach Abschluss seiner Promotion ins journalistische Fach. Ab 1986 berichtete er fünfzehn Jahre lang als Korrespondent für ARD-Anstalten sowohl in Hörfunk- als auch in Fernsehbeiträgen aus den USA. Er stieg vom Hörfunkredakteur zum Studioleiter in Washington D.C. auf. Von dort berichtete Kleber live über die Terroranschläge am 11. September 2001. Vor seinem Wechsel zum ZDF war er zuletzt ARD-Studioleiter in London.
Kleber wurde Anfang 2003 Nachfolger von Wolf von Lojewski als Moderator des ZDF-heute-journals und war bis Februar 2009 auch dessen Leiter. Ende 2007 wurde ihm die Position als Chefredakteur des Nachrichtenmagazins Der Spiegel angeboten. Er lehnte das Angebot jedoch ab, unter anderem mit der Begründung, dass das Fernsehen sein Medium sei. Anschließend gab er beim ZDF seine Festanstellung auf und moderierte das heute-journal seitdem als freier Mitarbeiter. Dieser Status brachte ihm ein wesentlich höheres Einkommen ein: Nach Recherchen der Süddeutschen Zeitung aus dem Jahr 2009 verdiente Kleber für die Moderation des heute-journals 480.000 Euro im Jahr und war damit damals der bestbezahlte deutsche Nachrichtenmoderator. Am 30. Dezember 2021 moderierte Kleber mit seiner 2977. Sendung letztmals das heute-journal.
Im Jahr 2009 wurde die Reportage und Dokumentation Die Bombe in drei Teilen von Kleber und der Filmemacherin und Autorin Angela Andersen gezeigt. Die Erstausstrahlung erfolgte am 2. August 2009 im ZDF.
In der deutschsprachigen Version des 2010 erschienenen Animationsfilms Ich – Einfach unverbesserlich (Originaltitel: Despicable Me) lieh Kleber dem Nachrichtensprecher von Kanal „msnbc“ seine Stimme.
Im Februar 2015 wurde Kleber zum Honorarprofessor für Medienwissenschaft an der Universität Tübingen ernannt. Das Institut für Medienwissenschaft gewann er für eine Zusammenarbeit, bei der er regelmäßig Blockseminare für Studierende der Medienwissenschaft zu Themen wie Nachrichtenberichterstattung und Dokumentarfilm anbietet. Er ist Kuratoriumsmitglied der dem deutsch-amerikanischen Verein Atlantik-Brücke angeschlossenen gleichnamigen Stiftung und der Berliner Dependance des amerikanischen Vereins Aspen-Institut.

## Rezeption und Kritik

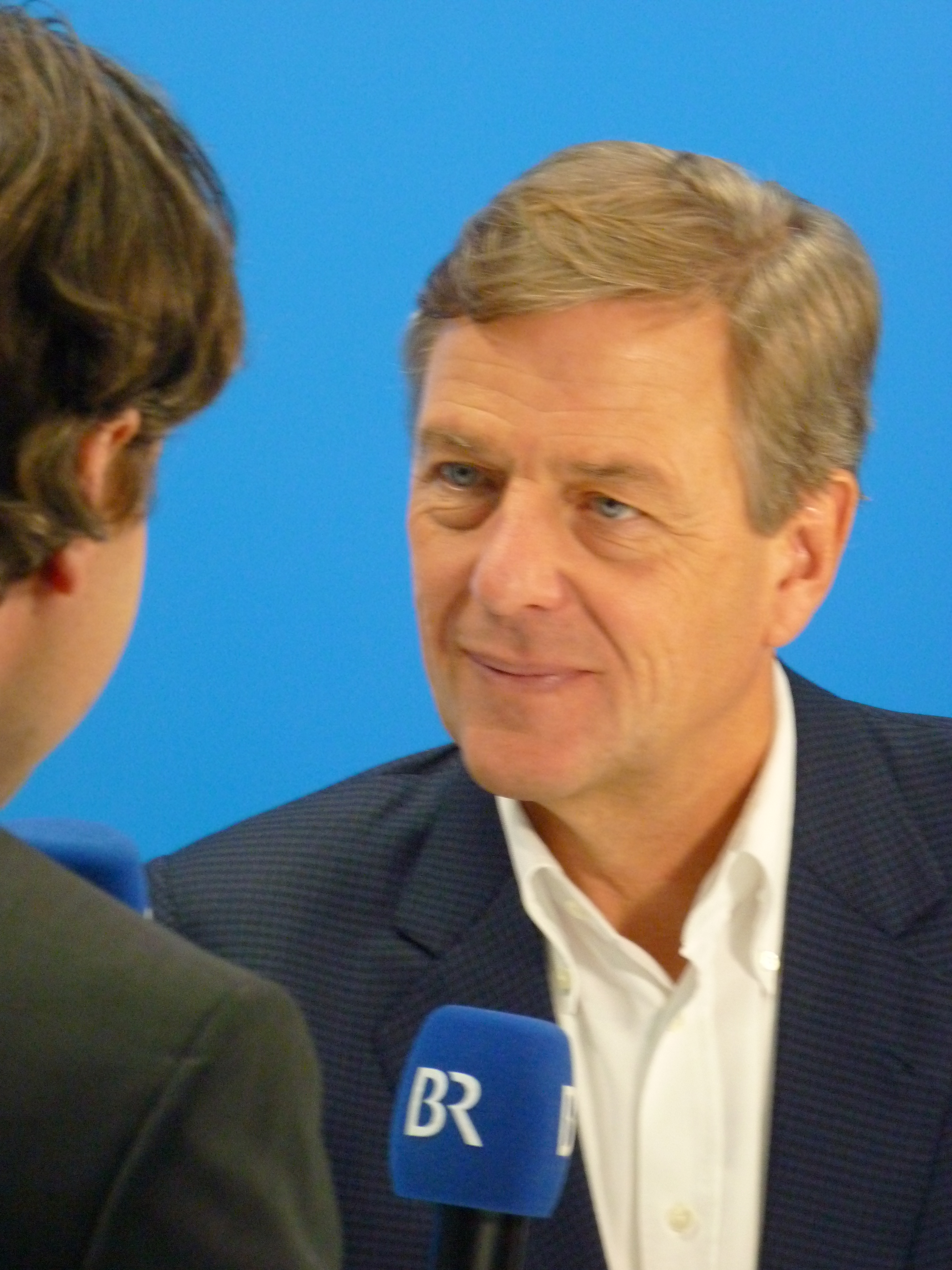
Claus Kleber, 2014

Kleber wurde in einem Porträt der DWDL positiv dargestellt. „Seriosität, Standesbewusstsein, Nüchternheit, journalistisches Ethos, gepflegtes Äußeres und ein Feuereifer für die Sache“ vereine er in einer Person und zähle so zu den „Superstar[s] des Nachrichtenwesens“.
Nach zweijährigen Bemühungen führte Kleber am 18. März 2012 ein 45-minütiges aufgezeichnetes Interview mit dem iranischen Präsidenten Mahmud Ahmadineschad, in dem Kleber Ahmadineschad vor allem zum iranischen Atomprogramm befragte. Es hatte laut Kleber keine inhaltlichen Absprachen gegeben. Das Interview führte zu Kritik an Kleber beim Zentralrat der Juden und in Zeitungskommentaren.
Im Mai 2013 gestand Kleber ein, beim Bericht über den CSU-Parteikonvent am 3. Mai 2013 die Behauptung, der in die Kritik geratene Unternehmer und Fußballfunktionär Uli Hoeneß sei aus einem CSU-Werbefilm herausgeschnitten worden, ungeprüft übernommen zu haben. Kritik rief auch sein Verhalten während der Annexion der Krim durch Russland in einem Gespräch im heute-journal mit dem Siemens-Vorstandsvorsitzenden Joe Kaeser hervor. Frank Schirrmacher warf Kleber „Selbstinszenierung des Journalismus“ vor und nannte das Interview eine Inquisition. Jakob Augstein hielt Kleber vor, Kaeser geradezu verhört zu haben.
Jan Fleischhauer warf Kleber im Januar 2016 in seiner Kolumne im Spiegel Erziehungs-Journalismus in Bezug auf die Flüchtlingskrise vor. Fleischhauer nahm insbesondere Bezug auf Klebers Satz „Europa ist zusammengeblieben, die deutsche Wirtschaft brummt, in der Flüchtlingskrise merkt Deutschland verblüfft, wozu es fähig ist. Hilfsbereitschaft, Empathie, Willkommen stellen in den Schatten, was Fremdenfeinde, Nationalisten und Zweifler auf die Straße bringt.“ und schrieb „Wer außerhalb der ZDF-Nachrichtenredaktion hätte gedacht, dass ‚Zweifler‘ die Steigerungsform von ‚Nationalist‘ und ‚Fremdenfeind‘ sein könnte?“ Kleber reagierte u. a. mit „Jan Fleischhauer hat recht. Das war fahrlässig moderiert“ und „Ein Fehler und ein Eigentor. Zweifler bin ich selbst. Schon beruflich.“
Im März 2017 stellte der Vorsitzende des Regionalverbandes Altenburger Land der Kleingärtner Strafanzeige gegen Kleber wegen Verleumdung, übler Nachrede und Herabwürdigung des Ehrenamtes. Kleber hatte in einem Beitrag über eine Theaterpremiere in Altenburg einen Bericht der Zeit (vom 9. Februar 2017, S. 37) zitiert mit den Worten „Reporter notierten damals, dass in Schrebergärten schwarz-weiß-rote Reichsfahnen so präsent sind wie das Schwarz-Rot-Gold der Bundesrepublik.“ Die Staatsanwaltschaft verzichtete auf Ermittlungen, da die Aussagen von Kleber keinen Angriff gegen die Altenburger Klein- und Schrebergärtner darstellten.
Claus Kleber interviewte die Schauspielerin Maria Furtwängler im Juli 2017 zu einer Studie zum Thema „Audiovisuelle Diversität“. Die von der MaLisa Stiftung initiierte Studie wurde von der Universität Rostock durchgeführt und von ARD, ZDF, RTL und ProSieben und Sat.1 unterstützt. Für seine zum Teil scharfen Fragen erntete er die Kritik, die Interviewte und die von ihr vorgetragenen Argumente zu missachten und dabei Begriffe aus politisch rechten Diskursen einfließen zu lassen. Für das Interview wurde ihm der Negativpreis Saure Gurke 2017 verliehen, dessen Annahme er verweigerte.
Zum 70. Jahrestag des Bestehens der NATO berichtete Kleber am 4. April 2019 in der Anmoderation des heute-journals fiktiv über den Einsatz der NATO-Truppen zur Verteidigung Estlands.

„Guten Abend, zu Wasser und zu Luft sind heute Nacht amerikanische, deutsche und andere europäische Verbündete unterwegs nach Estland, um die russischen Verbände zurückzuschlagen, die sich dort, wie vor einigen Jahren auf der Krim, festgesetzt haben.“

Im Anschluss machte Kleber deutlich, dass dies nicht Realität, aber jederzeit möglich sei.

„Keine Sorge. Das ist nicht so. Das ist nur eine Vision. Aber eine realistische. So etwa müsste nämlich im Ernstfall die Antwort der NATO aussehen auf einen Angriff auf das Territorium eines ihrer Mitgliedsstaaten.“

Diese Darstellung löste Kritik aus.

## Privates
Claus Kleber ist seit 1982 mit der Ärztin Renate Grziwok-Kleber, einer Tochter des ehemaligen Fußballspielers Lothar Grziwok, verheiratet und hat zwei Töchter. Er wohnt mit seiner Familie in Wiesbaden-Sonnenberg.

## Ehrungen und Auszeichnungen
- 1998: Preis der RIAS Berlin Kommission für die Fernsehproduktion Pioneer Square (ARD-Studio Washington zusammen mit Tom Buhrow, Sabine Reifenberg)
- 1999: Fernsehpreis der RIAS Berlin Kommission für die Produktion Oh Gott, Amerika! Glaube, Seelen, Scharlatane (ARD-Studio Washington zusammen mit Tom Buhrow, Georgine Kellermann, Sabine Reifenberg)
- 1999: Herbert Quandt Medien-Preis der Johanna-Quandt-Stiftung
- 2004: Hildegard-von-Bingen-Preis für Publizistik
- 2004: Fernsehpreis der RIAS Berlin Kommission für die Produktion Allmacht Amerika. Die Welt im Griff (ZDF, zusammen mit der Filmemacherin Angela Andersen)
- 2005: Corine, internationaler Literaturpreis für das Buch Amerikas Kreuzzüge – Was die Weltmacht treibt
- 2006: Carl-Schurz-Plakette der State Legislative Leaders Foundation
- 2005: Deutscher Fernsehpreis für die beste Moderation einer Informationssendung
- 2006: Deutscher Fernsehpreis für die Moderation der „Besten Informationssendung“ (ZDF spezial: Krieg ohne Ende)
- 2006: Luchs des Monats (Juli) für das Jugendbuch Nachrichten, die Geschichte machten. Von der Antike bis heute
- 2008: Nominierung für den Bambi 2008 (Kategorie Moderation)
- 2008: Politikjournalist des Jahres 2008 von Medium Magazin
- 2009: Adolf-Grimme-Preis des Jahres 2009 – Besondere Ehrung des Deutschen Volkshochschul-Verbandes (gemeinsam mit Marietta Slomka)
- 2009: Deutscher Fernsehpreis für die beste Reportage (Die Bombe), gemeinsam mit Angela Andersen
- 2010: Hanns-Joachim-Friedrichs-Preis für Fernsehjournalismus
- 2010: Krawattenmann des Jahres
- 2013: Goldene Kamera (Beste Information – Bester Anchorman)
- 2013: Karl-Carstens-Preis des Freundeskreises der Bundesakademie für Sicherheitspolitik e. V.
- 2015: Bayerischer Fernsehpreis zusammen mit Angela Andersen als Autoren der zweiteiligen Dokumentation Hunger! Durst! (ZDF)
- 2017: Schöne Neue Welt – Wie Silicon Valley unsere Zukunft bestimmt, Silver World Medal. New York Film Festival 2017, nominiert „Beste Dokumentation“ beim TV Festival Monte Carlo, Special Selection „Science Film Festival“, Auszeichnung mit dem Deutschen Wirtschaftsfilmpreis 2017
- 2023: Auszeichnung fürs Lebenswerk vom Medium Magazin.[36]

## Schriften
- 1986: Privater Rundfunk – Gestaltungsmöglichkeiten im Verfassungsrahmen. Diss. Tübingen (eingeschränkte Vorschau in der Google-Buchsuche).
- 2005: Amerikas Kreuzzüge – Was die Weltmacht treibt. Bertelsmann Verlag, München, ISBN 3-570-00834-7.
- 2006: Nachrichten, die Geschichte machten. Von der Antike bis heute. Cbj, München, ISBN 3-570-12979-9.
- 2008: Amerikas Kreuzzüge – Wohin treibt die Weltmacht? Pantheon, München, ISBN 978-3-570-55001-4.
- 2012: Spielball Erde – Machtkämpfe im Klimawandel. C. Bertelsmann Verlag, München, ISBN 978-3-570-10134-6.
- 2017: Rettet die Wahrheit. Ullstein, Berlin, ISBN 978-3-550-05033-6.[37]